# Хвалинск
Хвалинск (рус. Хвалынск) град је у Русији у Саратовској области.

## Становништво
| 1939.  | 1959.  | 1970.  | 1979.  | 1989.  | 2002.  | 2010.  |
| ------ | ------ | ------ | ------ | ------ | ------ | ------ |
| 15.642 | 17.036 | 16.249 | 15.572 | 14.948 | 13.752 | 13.094 |